# تارانت لانستون
تارانت لانستون (به انگلیسی: Tarrant Launceston) یک روستا و محله مدنی در بریتانیا است که در North Dorset واقع شده‌است. تارانت لانستون ۴۹۸ نفر جمعیت دارد.